# Mike Deodato Jr.
Deodato Taumaturgo Borges Filho, mais conhecido como Mike Deodato (Campina Grande, 23 de maio de 1963), por vezes creditado como Mike Deodato Jr., é um desenhista brasileiro de histórias em quadrinhos.

## Biografia
Deodato se tornou quadrinista influenciado pelo seu pai, Deodato Borges, que lhe ensinou a desenhar e foi quem lhe apresentou primeiramente os trabalhos dos mestres Will Eisner, Burne Hogarth e outros. Seu pai, era jornalista, radialista, roteirista além de quadrinista, criador de As Aventuras do Flama,  surgida nas novelas de rádio em 1963, o personagem foi um dos primeiros a aparecer em revistas em quadrinhos publicadas no Nordeste brasileiro.
Aos 15 anos, em fins da década de 1970 lançou sua primeira revista independente de HQ de seu personagem, o Ninja, em parceria com José Augusto (roteiro), em formato de fanzine.
Nos anos 80 publica regularmente charges e cartuns em jornais da Paraíba até lançar o personagem "Carcará", ao lado do pai, duas histórias de ficção científica pós-apocalípticas, 3000 anos depois e Ramthar, ambas foram publicadas na revista Schwermetall, a versão além da revista francesa Métal Hurlant.
Deodato acontece para o mundo depois de desistir do curso de comunicação pela UFPB, e participar do XIII Festival Internacional de Quadrinhos de Angoulême, na França. A partir daí, ao mesmo tempo em que trabalha como diagramador e desenhista nos jornais paraibanos, publica trabalhos na Europa (Bélgica, França e em Portugal).
Na década de 1990, desenha Lost in Space e Beauty and the Beast, pelo selo de quadrinhos americano Innovation Comics, sendo estas baseadas em séries de TV. Desenhou ainda Miracleman Triumphant (com Fred Burke no roteiro) pela editora Eclipse, e "Hibrides", com arte-final de Neal Adams, na Editora Continuity do próprio Neal Adams.
Se tornou conhecido no mercado americano e mais ainda no brasileiro ao desenhar em 1994 a "Mulher-Maravilha" (DC Comics). Antes, em 1992, ele já tinha feito um trabalho para a Malibu Comics (Santa Claws, conhecido como "Noite Mortal" no Brasil). Contratado pela Marvel Comics, ele ilustraria vários heróis conhecidos tais como  "Os Vingadores", "Thor", "Hulk", além da revista mensal de "Elektra" dentre muitos outros. Pela Image Comics desenhou Glory, personagem cuja série foi publicada no Brasil pela Editora Abril.
O traço "clássico" de Deodato (como o de contemporâneos como Jim Lee), além de lembrar ilustres antecessores como (Frank Frazetta, Neal Adams e Will Eisner), tem um domínio do claro-escuro digno de nota, seja em preto-e-branco ou colorido.
O traço "comics" de Deodato, apesar de ter a agilidade típica dos quadrinhos norte-americanos, tem influência de grandes desenhistas "comics" como Carmine Infantino, Gil Kane e Sal Buscema, passeia entre a caricatura e o desenho estilizado-realista de artistas mais novos, como George Pérez.
Em 2017, a Mythos Editora publica uma nova versão de Ramthar, escrita por Mike Deodato, com desenhos de Mozart Couto. Em março de 2019, Deodato anunciou o fim de seu contrato de exclusividade com a Marvel Comics, após 18 anos. Seus últimos trabalhos como artista da editora foram em Velho Logan, Thanos e Savage Avengers. Em seguida, divulgou que seu próximo projeto seria um título autoral com o roteirista Jeff Lemire, intitulada Berserker Unbound.

### DC Comics
- Batman #570
- Detective Comics #736
- Legends of the Dark Knight *119 e *120
- Flash (vol. 2)
- Wonder Woman (vol. 2) #85, 90-100
- Batgirl Annual #01

### Marvel
- ""4"" #18 (capa)
- Amazing Spider-Man #509-528
- Os Vingadores #384-402
- Pantera Negra (vol. 3) #11-12, 23 (capa)
- Bullseye: Greatest Hits  #1-5 (capa)
- Elektra #1-19
- Fury: Peace Maker #1 (capa)
- Hulk (vol. 3) #60-74
- Marvel Comics Presents #3
- Moon Knight (vol. 2) #20
- New Avengers #17-20
- New Avengers V2 #9 e #10 (série em andamento)
- Secret Avengers #1-10
- Punisher: War Journal #4
- Punisher: Silent Night (one-shot)
- Mulher-Hulk (vol.) #22-23, 27-28 (capa)
- Spider-Man: Breakout #1-3
- The Last Defenders #2
- Thor #491-502
- Thunderbolts #110-121
- Tigra #1-4
- Os Supremos Anual #2
- Witches #1
- X-Men Legacy #212
- X-Men Unlimited #32
- Wolverine - Roar (edição única)
- Dark Avengers  #1-16

### Image
- Glory (Image Comics/Maximum Press)
- Jade Warriors (Image/Avatar)

### Dark Horse
- Lady Death vs. Vampirella
- Star Wars Tales 7
- Xena #9 - 14

### AWA
- Bad Mother
- Redemption
- The Resistance

### Autoral
- A Arte Cartum de Mike Deodato Jr. (Editorial Kalaco)
- Mike Deodato Jr. - Sketchbook (Criativo)
- 3000 anos depois (Criativo e Opera Graphica)
- Quadros (Mino)
- Sketchbook Custom (Criativo)[11]
- Ramthar (Mythos Editora), criação de Deodato Borges e Mike Deodato, roteirizado por Mike Deodato com desenhos de Mozart Couto[9]

### Outros
- Santa Claws (Inovation Comics) -primeiro trabalho de Deodato para o mercado americano-
- Beauty and the Beast (Innovation)
- Death Kiss (Desconhecido)
- Lady Death (Chaos!)
- Lost in Space (Innovation)
- Mack Bolan (Desconhecido)
- Purgatori (Chaos!)
- Quantum Leap (Innovation)
- Turok (Valiant Comics)
- Dream Police (Icon)
- Platoon